# Черников, Андрей Егорович
Андре́й Его́рович Черников (17 декабря 1912, с. Казацкое, Курская губерния — 4 апреля 1950, Москва) — советский военнослужащий, участник Великой Отечественной войны, Герой Советского Союза, командир 1-го стрелкового батальона 341-го гвардейского стрелкового полка, гвардии майор.

## Биография
Родился 17 декабря 1912 года в селе Казацкое (ныне Белгородского района Белгородской области). Член ВКП(б)/КПСС с 1936 года. Окончил школу в родном селе. Учился в школе фабрично-заводского ученичества в Белгороде.
В Красной Армии в 1934—1936 годах и с 1941 года. В 1935 году окончил 1-ю Московскую революционную пулемётную школу имени ВЦИК. На фронте в Великую Отечественную войну с августа 1941 года. Воевал на Западном, Донском, Воронежском и 2-м Прибалтийском фронтах. В боях с врагом был дважды ранен.
Командир 1-го стрелкового батальона 341-го гвардейского стрелкового полка 119-й гвардейской стрелковой дивизии 10-й гвардейской армии 2-го Прибалтийского фронта гвардии майор Черников отличился при прорыве сильно укреплённой оборонительной полосы противника в районе города Резекне.
Действуя на главном направлении наступления дивизии, Черников отлично организовал взаимодействие стрелковых рот батальона с артиллерийскими подразделениями дивизии и осуществил прорыв обороны противника на всю его тактическую глубину, что и определило исход боя за освобождение города.
4 августа 1944 года, преследуя противника, батальон сбил вражеский арьергард и вырвался к реке Айвиексте в районе посёлка Баркава. Воины батальона захватили вражеские плоты и лодки, первыми форсировали реку и захватили небольшой участок. В разгоревшемся здесь бою воины подразделения уничтожили свыше ста противников, захватили 18 орудий, 28 пулемётов и другое военное имущество противника. Гвардии майор Черников умело организовал отражение контратак противника, расширил захваченный плацдарм и способствовал наступлению дивизии.
Указом Президиума Верховного Совета СССР от 24 марта 1945 года за мужество, отвагу и героизм, гвардии майору Черникову Андрею Егоровичу присвоено звание Героя Советского Союза с вручением ордена Ленина и медали «Золотая Звезда».
В 1945 году окончил курсы «Выстрел». Командовал полком. Подполковник Черников умер 4 апреля 1950 года. Похоронен в Москве на Введенском кладбище (7 уч.).
Награждён орденами Ленина, Красного Знамени, Суворова 3-й степени, медалями.